# Anni 1490

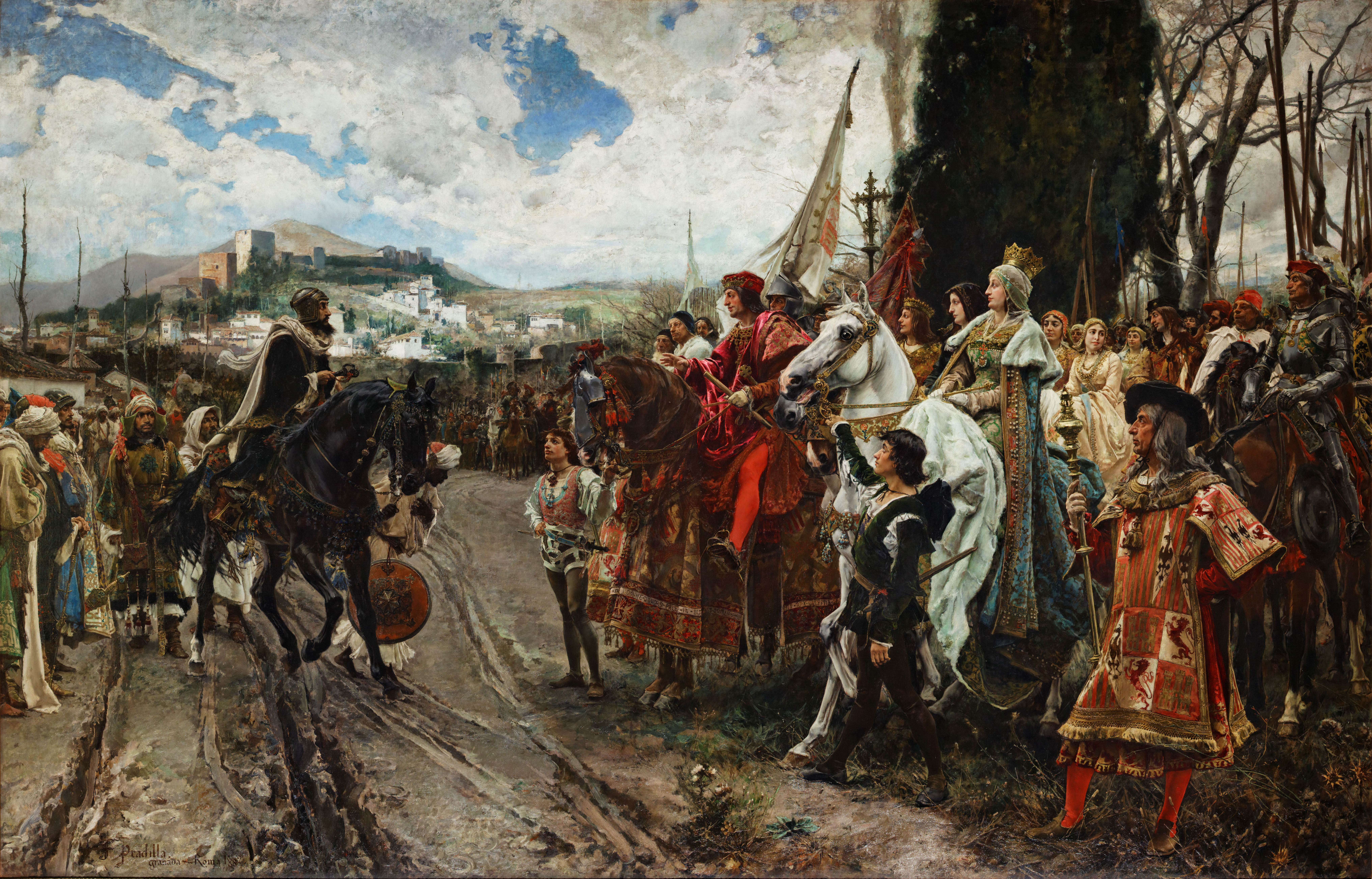
2 gennaio 1492: Boabdil, ultimo sultano di Granada, consegna la città ai Re cattolici nel dipinto La resa di Granada di Francisco Pradilla Ortiz

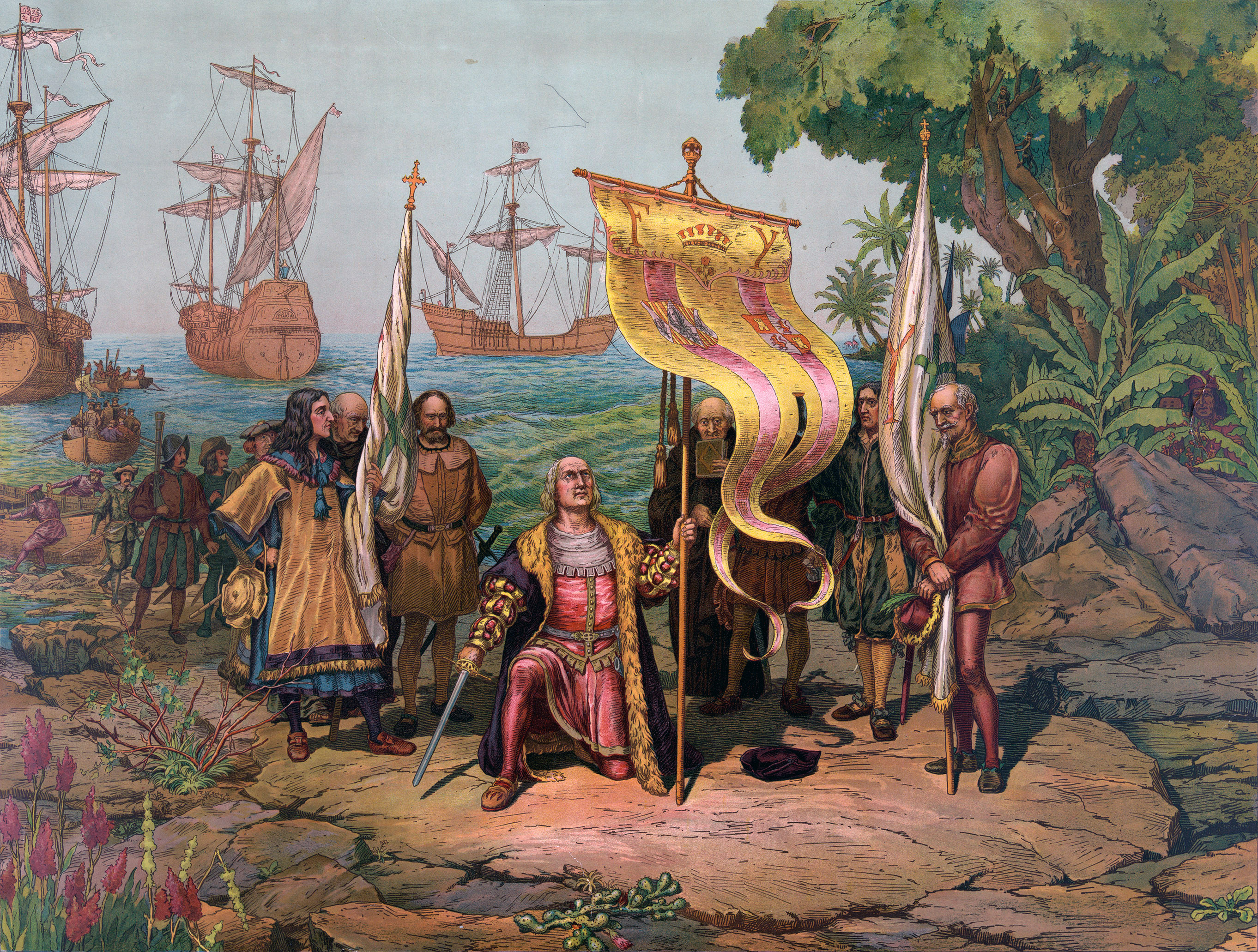
12 ottobre 1492: Colombo scopre le Americhe

Gli anni 1490 sono il decennio che comprende gli anni dal 1490 al 1499 inclusi.

## Eventi, invenzioni e scoperte
- Il 12 ottobre 1492, Cristoforo Colombo raggiunge le coste del continente che poi sarebbe stato chiamato America, ancora popolarmente considerato un territorio delle Indie. È la scoperta dell'America.
- 1492: Viene eletto al soglio pontificio Rodrigo Borgia, col nome di papa Alessandro VI. A differenza di tutti i papi eletti sino a quel momento, egli riconosce pubblicamente i suoi figli, donando loro titoli e potere: Giovanni (duca di Gandia), Cesare (che diverrà il duca di Valentinois, dal quale prenderà il soprannome di duca Valentino), Goffredo (duca di Squillace, che sposerà Sancia d'Aragona, figlia illegittima del re di Napoli Alfonso II) e Lucrezia (pedina del padre e strumento politico, verrà data in moglie a tre uomini solo a scopo di alleanza: Giovanni Sforza, Alfonso d'Aragona, fratello di Sancia, e Alfonso I d'Este).

- 1494: Guerre d'Italia.

## Personaggi
- Lorenzo il Magnifico
- Piero della Francesca
- Enrico VIII Tudor, futurerra, nasce nel 1491